# Agapito Colonna
Agapito Colonna, le cardinal Colonna (né à Rome, capitale des États pontificaux, et mort à Rome, le 3 octobre 1380 est un cardinal italien du XIVe siècle. Il est le frère du cardinal Stefano Colonna.
Les autres cardinaux de la famille Colonna sont Giovanni Colonna (1212), Giacomo Colonna (1278), Pietro Colonna (1288), Giovanni Colonna (1327), Oddone Colonna (1405), le futur pape Martin V, Prospero Colonna (1426), Giovanni Colonna (1480), Pompeo Colonna (1517), Marco Antonio Colonna, seniore (1565), Ascanio Colonna (1586), Girolamo Colonna (1627), Carlo Colonna (1706), Prospero Colonna (1739), Girolamo Colonna di Sciarra (1743), Prospero Colonna di Sciarra (1743), Marcantonio Colonna, iuniore (1759) et Pietro Colonna (1766), qui prend le nom de Pamphili.

## Repères biographiques
Pendant sa jeunesse Colonna est militaire, mais il entre l'état ecclésiastique et est nommé archidiacre de Bologne. Il est élu évêque d'Ascoli Piceno en 1363 et transféré au diocèse de Brescia en 1369 et au diocèse de Lisbonne en 1371, où il est chassé parce qu'il soutient le pape Urbain VI. Il est légat apostolique en Allemagne et au Portugal et en Castille, où il succède à négocier une paix entre les deux royaumes en 1371.
Colonna est créé cardinal par le pape Urbain VI lors du consistoire du 18 septembre 1378. Il est nommé légat en Toscane, Lombardie et Venise, pour rétablir la paix entre Gênes et Venise, mais il ne succède pas dans cette mission.